# Băile Olănești
Băile Olănești – miasto w południowej Rumunii, na stokach Karpat Południowych (okręg Vâlcea).
Miasto to uzdrowisko ze źródłami mineralnymi. Liczba mieszkańców w 2003 roku wynosiła ok. 5 tys.